# 澳聯社
澳联社（英語：Australian Associated Press，簡稱：AAP），是澳洲一個全國性新聞通訊社，由澳洲記者基思·默多克於1935年建立。

## 历史
成立於1935年，澳聯社在澳洲本土所有省和領地的辦事處，聘請超過175名記者。澳聯社在莫爾茲比港、雅加達、奧克蘭、倫敦、洛杉磯有駐外記者，在歐、美、亞与非洲的其他地方亦有撰稿員；与全球主要國際通訊社均有聯盟。
澳聯社由四大澳洲新聞機構擁有，分別是：澳大利亚新闻集团、費爾法克斯媒體、西澳報業（西澳洲人報之出版人）和鄉郊報業有限公司。 新聞集團与費爾法克斯媒體，各自擁有百份之45股權，西澳報業佔百份之8、鄉郊報業佔百份之2。以上4大新聞機構負責出版澳洲大部份的報紙。
雖然澳聯社的主力是突發新聞，但亦有發佈軟性新聞、故事、專題新聞、意見、填補材料和照片。
1990年代，澳聯社將旗下的電訊部門分拆出來，並成立澳聯社電訊公司(AAPT)，後來被紐西蘭電訊所收購。
2020年3月3日，澳聯社宣布於同年6月26日結束營運，不再向國內以至全球的報紙、廣播媒體及數碼刊物提供內容，為其85年歷史畫上句號。

## 外部連結
- 澳聯社 （页面存档备份，存于）
- 澳洲通訊傳媒管理局 （页面存档备份，存于）